# Championnat d'Espagne de football 1933-1934
Navigation
Primera División 1932-33 Primera División 1934-35
Le championnat d'Espagne de football 1933-1934 est la 6e édition du championnat. La compétition est remportée par l'Athletic Bilbao. Organisé par la Fédération espagnole de football, le championnat se déroule du 5 novembre 1933 au 4 mars 1934.
Le club bilbayen l'emporte avec deux points d'avance sur le Madrid FC et cinq sur le Racing Santander. C'est le troisième titre des « Los leones » en quatre ans. À la fin de la saison, aucun club n'est relégué en vue du passage à douze clubs.
L'attaquant espagnol Isidro Lángara, du club d'Oviedo FC, termine meilleur buteur du championnat avec 26 réalisations.

## Règlement de la compétition
Le championnat de Primera División est organisé par la Fédération espagnole de football, il se déroule du 5 novembre 1933 au 4 mars 1934.
Il se dispute en une poule unique de dix équipes qui s'affrontent à deux reprises, une fois à domicile et une fois à l'extérieur. L'ordre des matchs est déterminé par un tirage au sort avant le début de la compétition.
Le classement final est établi en fonction des points gagnés par chaque équipe lors de chaque rencontre : deux points pour une victoire, un pour un match nul et aucun en cas de défaite. En cas d'égalité de points entre deux ou plusieurs de clubs en fin de championnat, le classement se fait à la différence de buts.
L'équipe possédant le plus de points à la fin de la compétition est proclamée championne. Il n'y a pas de relégation en Segunda División cette saison en raison de l'expansion à douze clubs.

## Expansion à douze équipes
Lors de l’assemblée de la  Fédération espagnole de football, tenue avant le début du championnat, il est proposé de porter la première division à quatorze clubs pour la saison suivante. Le choix des quatre nouvelles équipes est basé sur le classement final de division 2 lors de cette saison ainsi que sur l'application d'un coefficient lié au classement en championnat lors des cinq dernières années. Les quatre équipes sélectionnées sont l'Athletic Madrid, FC Séville, Murcie FC et Unión Irún. La proposition oblige également la dernière équipe du championnat, l'Arenas Club de Getxo à disputer une poule de barrage avec le cinquième de division 2, le Sporting Gijon, et les deux champions de troisième division, le Deportivo Valladolid et Elche CF.
De nombreuses divergences entre clubs apparaissent lorsque la proposition est finalement votée le 17 mai 1934. Arenas Club, Deportivo Valladolid et Elche CF qui devaient jouer la poule de barrage se retirent et sont remplacés par les sixième et septième de division 2, Celta Vigo et Deportivo Alavés, et le troisième de division trois Saragosse FC. À la suite de l'abandon du Deportivo Alavés, le Celta se voit attribuer la dernière place en division 1.
En fin de saison, le 20 juillet, les clubs décident finalement lors d'un réunion houleuse que la première division ne passera qu'à douze clubs au lieu de quatorze. Le champion et vice-champion de division 2, FC Séville et Athletic Madrid, accèdent donc à la première division. Les candidatures de Murcie FC et Unión Irún sont rejetées, la place obtenue par le Celta Vigo est annulé et Arenas Club de Getxo reste en première division.

## Équipes participantes
Cette saison de championnat est la dernière à se disputer à 10 équipes. Elle accueille un nouveau club, Oviedo FC, champion de Segunda División l'année précédente.
| \| A. Guecho A. Bilbao Betis Balompié Donostia FC R. Santander Oviedo FC Madrid FC FC Barcelone Valence FC Espanyol \| Localisation des clubs engagés dans le championnat. |
| A. Guecho A. Bilbao Betis Balompié Donostia FC R. Santander Oviedo FC Madrid FC FC Barcelone Valence FC Espanyol                                                           |

| Clubs              | Ville         | Stade                 | Capacité |
| ------------------ | ------------- | --------------------- | -------- |
| Arenas Club        | Getxo         | Ibaiondo              | 15 540   |
| Athletic Bilbao    | Bilbao        | San Mamés             | 17 628   |
| FC Barcelone       | Barcelone     | Las Corts             | 25 000   |
| Betis Balompié     | Séville       | Patronato Obrero (es) | 10 000   |
| Espanyol Barcelone | Barcelone     | Sarriá                | 16 055   |
| Donostia FC        | San Sebastián | Atocha                | 9 215    |
| Madrid FC          | Madrid        | Chamartín             | 17 862   |
| Oviedo FC          | Oviedo        | Buenavista            | 10 000   |
| Racing Santander   | Santander     | El Sardinero          | 11 300   |
| Valence FC         | Valence       | Mestalla              | 18 980   |

## Classement
le championnat est remporté par le l'Athletic Bilbao avec deux points d'avance sur Madrid FC et cinq sur Racing Santander.
| Rang | Équipe           | Pts | J  | G  | N | P  | Bp | Bc | Diff |  | Résultats (▼ dom., ► ext.) | ATH | MAD | SAN | BET | DON | OVI | VAL | ESP | BAR | ARE |
| ---- | ---------------- | --- | -- | -- | - | -- | -- | -- | ---- |  | -------------------------- | --- | --- | --- | --- | --- | --- | --- | --- | --- | --- |
| 1    | Athletic Bilbao  | 24  | 18 | 11 | 2 | 5  | 61 | 27 | +34  |  | Athletic Bilbao            |     | 5-1 | 3-1 | 5-0 | 2-1 | 6-2 | 6-2 | 5-0 | 6-1 | 9-0 |
| 2    | Madrid CFT,C     | 22  | 18 | 10 | 2 | 6  | 41 | 29 | +12  |  | Madrid FC                  | 3-0 |     | 1-0 | 0-1 | 2-0 | 5-1 | 3-2 | 3-2 | 4-0 | 2-1 |
| 3    | Racing Santander | 19  | 18 | 9  | 1 | 8  | 38 | 39 | -1   |  | Racing Santander           | 3-2 | 4-3 |     | 4-1 | 1-1 | 4-3 | 2-1 | 3-1 | 3-1 | 4-1 |
| 4    | Betis Balompié   | 19  | 18 | 9  | 1 | 8  | 29 | 36 | -7   |  | Betis Balompié             | 1-3 | 2-1 | 2-1 |     | 1-1 | 4-2 | 2-1 | 3-1 | 1-0 | 2-0 |
| 5    | Donostia FC      | 18  | 18 | 7  | 4 | 7  | 29 | 33 | -4   |  | Donostia FC                | 3-0 | 0-3 | 2-1 | 3-2 |     | 3-1 | 3-1 | 3-3 | 2-0 | 4-1 |
| 6    | Oviedo FCP       | 18  | 18 | 8  | 2 | 8  | 51 | 45 | +6   |  | Oviedo FC                  | 2-2 | 3-2 | 3-1 | 4-3 | 3-2 |     | 7-0 | 3-1 | 7-3 | 7-0 |
| 7    | Valence FC       | 17  | 18 | 7  | 3 | 8  | 28 | 38 | -10  |  | Valence FC                 | 2-2 | 2-1 | 1-2 | 2-1 | 4-1 | 1-0 |     | 1-0 | 2-0 | 0-0 |
| 8    | RCD Espanyol     | 17  | 18 | 7  | 3 | 8  | 41 | 42 | -1   |  | RCD Espanyol               | 1-4 | 2-2 | 5-0 | 3-1 | 4-0 | 5-2 | 2-2 |     | 3-2 | 6-2 |
| 9    | FC Barcelone     | 16  | 18 | 8  | 0 | 10 | 42 | 40 | +2   |  | FC Barcelone               | 2-1 | 1-2 | 6-3 | 5-1 | 4-0 | 2-0 | 5-2 | 5-0 |     | 4-0 |
| 10   | Arenas de Getxo  | 10  | 18 | 3  | 4 | 11 | 18 | 49 | -31  |  | Arenas de Getxo            | 2-0 | 3-3 | 2-1 | 0-1 | 0-0 | 1-1 | 1-2 | 1-2 | 3-1 |     |

- Champion

## Récompenses
L'attaquant espagnol Isidro Lángara, joueur d'Oviedo FC, termine meilleur buteur du championnat avec 26 réalisations. Il devance Francisco Iriondo, de l'Espanyol Barcelone, auteur de 18 buts et José Iraragorri de l'Athletic Bilbao, auteur de 17 buts.
Le meilleur gardien du championnat est, pour la deuxième fois, Gregorio Blasco, joueur de l'Athletic Bilbao.

## Bilan de la saison
| Championnat d'Espagne de football 1933-1934 |                            |
| Champion                                    | Athletic Bilbao (3e titre) |
| Dauphin                                     | Madrid FC                  |
| Coupes et trophées                          |                            |
| Vainqueur de la Coupe d'Espagne 1933-1934   | Madrid FC                  |
| Promotions et relégations                   |                            |
| Promus en Primera División                  | FC Séville                 |
| Promus en Primera División                  | Athletic Madrid            |
| Relégués en Segunda División                | Aucun                      |